# 日本の音楽学校
日本の音楽学校（にほんのおんがっこう）
本項目では、日本の音楽教育に関連する学校（一条校）、専修学校・各種学校のほか、その他の法令に基づかない著名な音楽教室・音楽教育施設も扱う。

## 学校 (一条校)
国公私立の学校については、「音楽大学」、「音楽学部」、「音楽学科」、「日本の音楽高等学校一覧」なども参照。
- 学校法人福岡音楽学院、福岡音楽学院附属幼稚園

## 専修学校・各種学校
技能連携校を含む。
- ミューズ音楽院、ミューズ・モード音楽院
- 新堀ギター音楽院、専修学校国際新堀芸術学院、専修学校日本ギター専門学校
- 宝塚音楽学校

## 著名な音楽教室・音楽教育施設
サポート校はこちら。
- ヤマハ音楽院
- 国立音楽院
- 代官山音楽院

- 甲陽音楽学院
- C&S音楽学院
- 桐朋学園大学音楽学部附属子供のための音楽教室
- 学校法人相愛学園相愛音楽教室